# Cognac
Cognac este un oraș în sudul Franței, sub-prefectură a departamentului Charente, în regiunea Poitou-Charentes. Orașul a dat numele băuturii alcoolice coniac, care, pentru a purta această denumire, trebuie produsă într-o zonă din jurul orașului conform unor norme și reguli de producție. 

## Orașe înfrățite
Cognac este înfrățit cu:
- Boala, Burkina Faso
- Bozhou, China
- Denison, SUA
- Königswinter, Germania
- Michalovce, Slovacia
- Perth, Scoția
- Pisco, Peru
- Tovuz, Azerbaijan
- Valdepeñas, Spania
- Vyškov, Cehia